# Долњи Храдиште
Долњи Храдиште (чеш. Dolní Hradiště) је насељено мјесто са административним статусом сеоске општине (чеш. obec) у округу Плзењ-север, у Плзењском крају, Чешка Република.

## Становништво
Према подацима о броју становника из 2014. године насеље је имало 43 становника.